# Liste der Biografien/Fuq
Liste der Biografien |
Portal Biografien |
Personensuche
# |
A |
B |
C |
D |
E |
F |
G |
H |
I |
J |
K |
L |
M |
N |
O |
P |
Q |
R |
S |
T |
U |
V |
W |
X |
Y |
Z |
?
 
Fa |
Fe |
Ff |
Fh |
Fi |
Fj |
Fk |
Fl |
Fm |
Fn |
Fo |
Fr |
Ft |
Fu |
Fy
 
Fua |
Fub |
Fuc |
Fud |
Fue |
Fuf |
Fug |
Fuh |
Fui |
Fuj |
Fuk |
Ful |
Fum |
Fun |
Fuo |
Fuq |
Fur |
Fus |
Fut |
Fuw |
Fux |
Fuy |
Fuz
Die Liste der Biografien führt alle Personen auf, die in der deutschsprachigen Wikipedia einen Artikel haben. Dieses ist eine Teilliste mit 6 Einträgen von Personen, deren Namen mit den Buchstaben „Fuq“ beginnt.

## Fuq

### Fuqu
- Fuqua, Antoine (* 1965), US-amerikanischer Regisseur für Spielfilme, Musikvideos und WerbespotsAntoine Fuqua (* 1965)

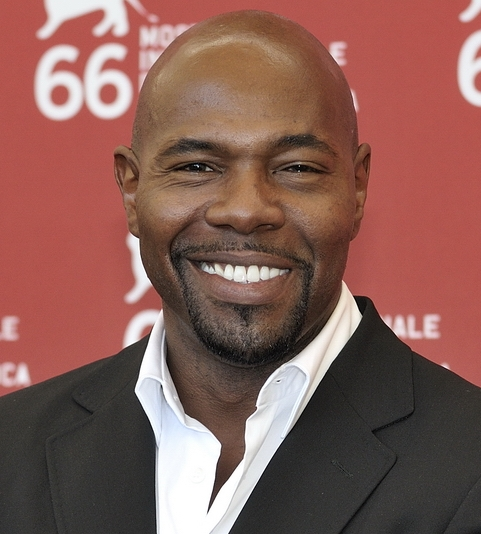
Antoine Fuqua (* 1965)

- Fuqua, Don (* 1933), US-amerikanischer Politiker
- Fuqua, Harvey (1929–2010), US-amerikanischer Doowop-Sänger uns R&B-Produzent
- Fuqua, Henry L. (1865–1926), US-amerikanischer Politiker
- Fuqua, Ivan (1909–1994), US-amerikanischer Sprinter
- Fuqua, Samuel Glenn (1899–1987), US-amerikanischer Konteradmiral der US-Marine und Träger der Medal of Honor